# ぶちかまし
ぶちかましは、相撲用語である。一般社会で用いる場合は体当たり（たいあたり）の名称がよく用いられる。

## 概要
相撲におけるぶちかましは、土俵上で両力士が体同士をぶつかり合わす行為の事である。主に頭の生え際辺りや肩から相手にぶつかる。
前頭部で相手の胸あたりに突っ込む形で、相手も同じ姿勢であれば、頭同士がぶつかり合い、時に出血を伴う。ぶちかましをよく使う力士は額周辺がごつごつと変形していたり、片耳が潰れていたり、肩に瘤が出来ていることもある。
腰を上げて頭のてっぺんで当たると首にしびれが走る（いわゆる、"電気が走る"という感覚）など、良くないとされる。
元大相撲横綱の琴櫻傑將の得意技であった。
なお、女子相撲では禁止されている。

## プロレス技
頭部など正面から突っ込む形の体当たりである。近年では力皇猛がここ一番のときに繋ぎ技として使用する。他に相撲出身選手のショルダー・タックルをぶちかましと称する事もある。

## ゲーム
スクウェアから発売されているロマンシング サ・ガシリーズ、サガ フロンティアにも同名の技が登場する。